# Sheats-Goldstein Residence

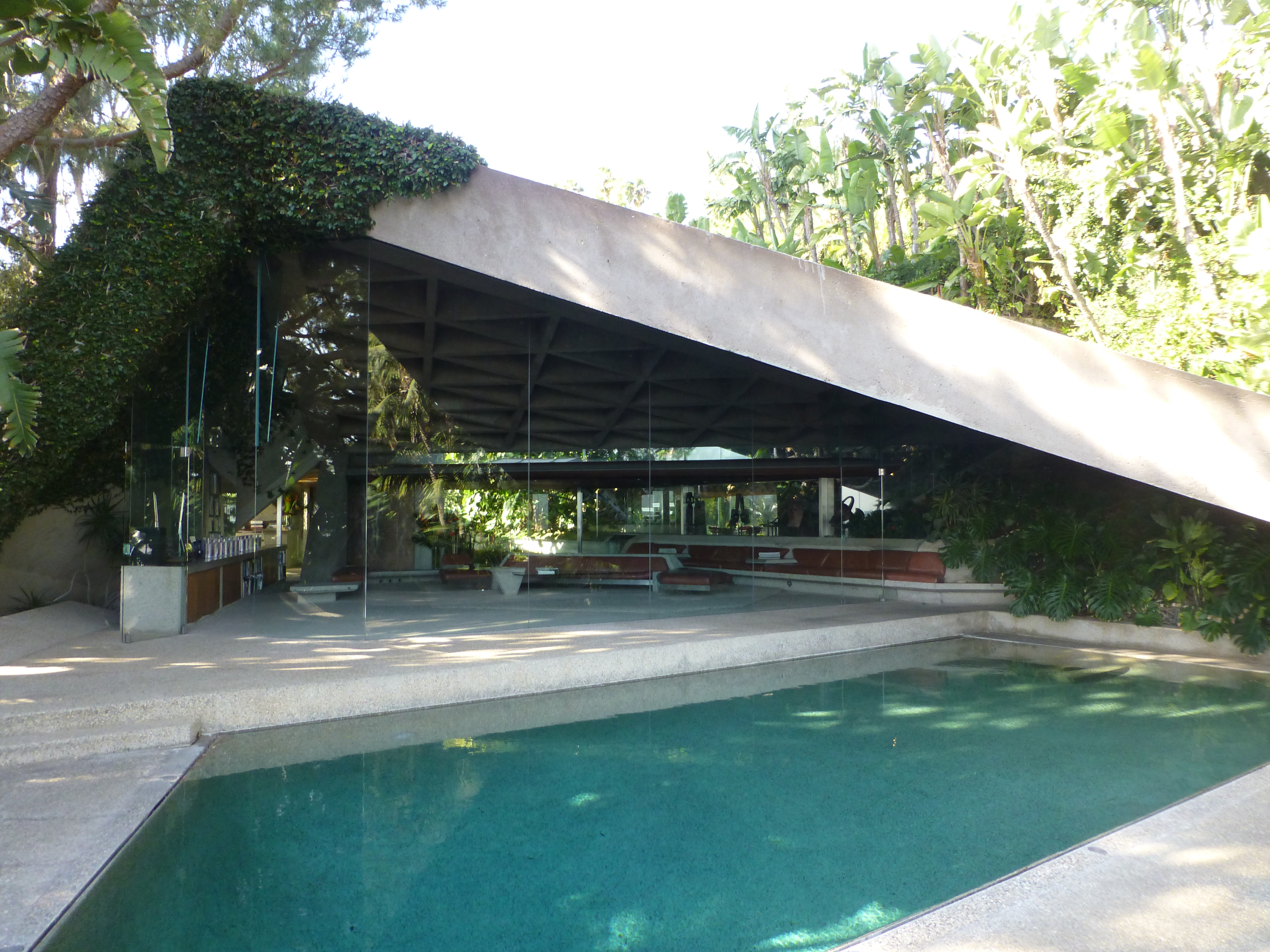
Sheats-Goldstein Residence

Die Sheats-Goldstein Residence ist ein unter Federführung des US-amerikanischen Architekten John Lautner von 1961 bis 1963 erbautes Wohnhaus in Los Angeles (Stadtteil Beverly Crest). Das Haus wird der organischen Architektur zugerechnet und war Schauplatz mehrerer Spielfilme.

## Geschichte
Das Haus wurde von Lautner, der 1960 das berühmte Chemosphere-Gebäude errichtet hatte, ursprünglich für das Ehepaar Helen und Paul Sheats und deren fünf Kinder errichtet. Paul Sheats war Arzt, seine Frau Helen Künstlerin. 1948 hatte Lautner für das Ehepaar bereits die Sheats Apartments gestaltet, ebenfalls in Los Angeles. Er konstruierte zunächst ein topographisches Modell des steil abfallenden Grundstücks. Ein erster Entwurf des späteren Gebäudes entstand, indem er Papier zusammenfaltete und auf dem topographischen Modell arrangierte. Nach einigen Eigentümerwechseln wurde das Haus 1972 vom US-amerikanischen Immobilienmogul James Goldstein erworben, der Lautner kontinuierlich mit Veränderungen am Haus beauftragte, die bis zum Tode des Architekten im Jahr 1994 andauerten. Seitdem arbeitet Goldstein mit Lautners ehemaligem Mitarbeiter Duncan Nicholson an weiteren Umbauten. Er kaufte umliegende Grundstücke zu, unter anderem die ebenfalls von Lautner konzipierte Concannon Residence, die er 2002 abreißen ließ, um Raum für einen zusätzlichen Bau im Lautner-Stil zu schaffen, der 2014 fertiggestellt wurde. 2016 vermachte Goldstein, damals 76 Jahre alt, das Grundstück mit allen Gebäuden darauf dem Los Angeles County Museum of Art. Goldstein wohnt weiterhin im Haus.

## Stil

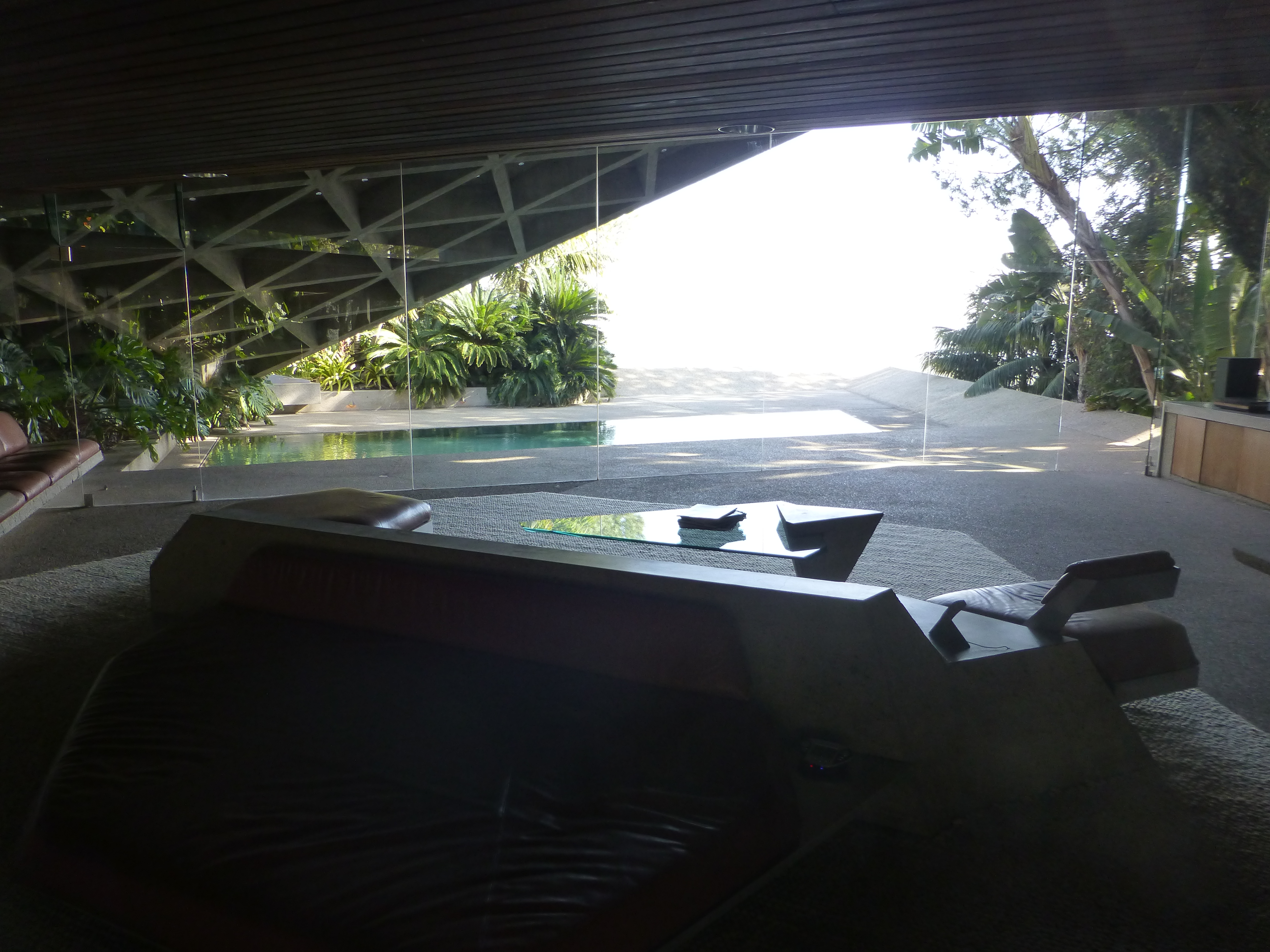
Wohnzimmer

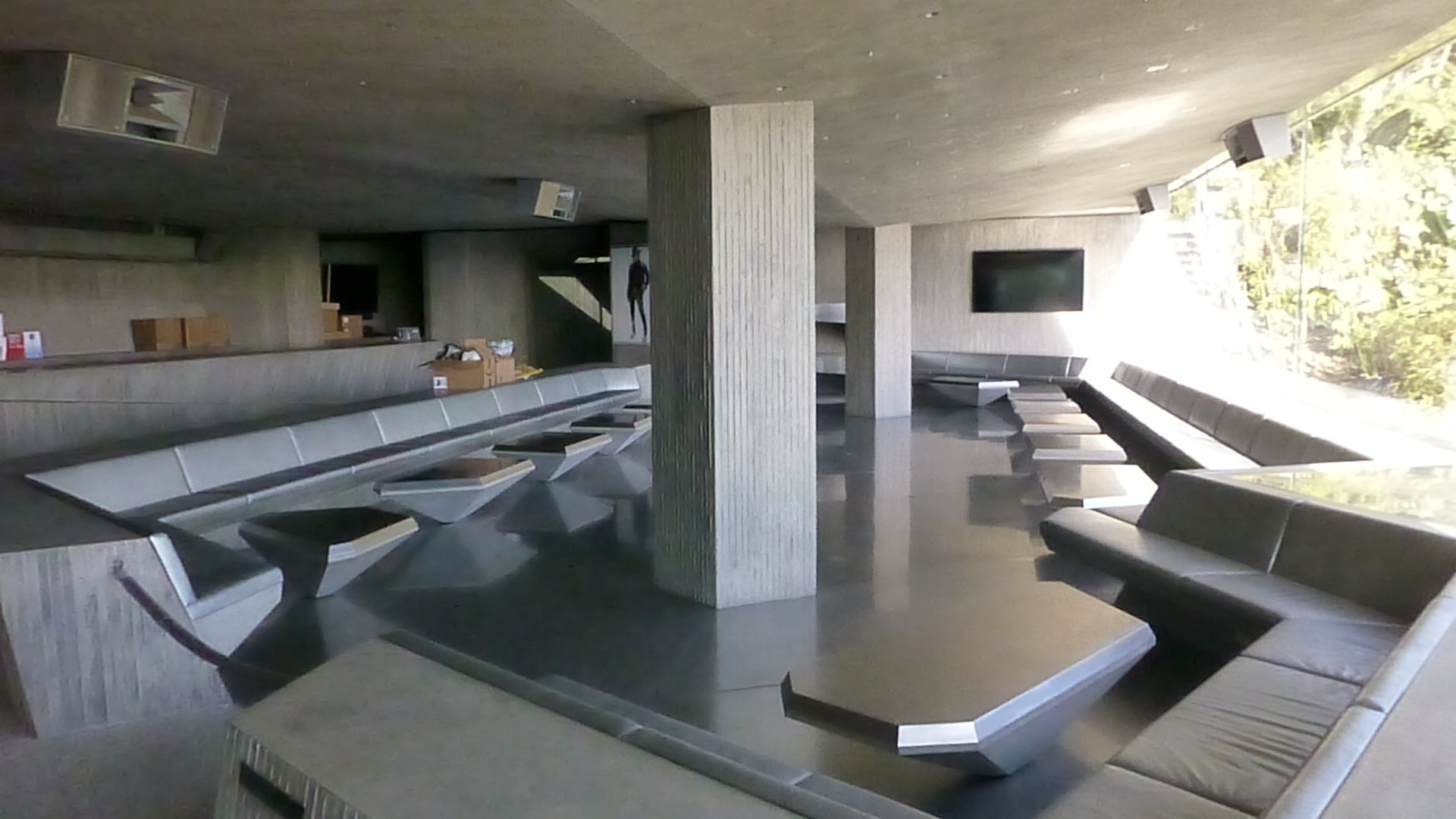
Club James (Nachtclub auf dem Gelände)

Das Haus fügt sich wie eine Höhle in den Sandstein eines Hügels im Benedict Canyon und bietet mithin einen weiten Überblick über Los Angeles. Es wird, wie auch die weiteren Wohngebäude Lautners, der organischen Architektur zugerechnet. Die Konstruktion wird dominiert durch Beton, Stahl, Holz und Glas. Das Erdgeschoss ist grob sanduhrförmig mit einer engen Stelle am Eingangsbereich in der Mitte und ausladenden Flügeln auf beiden Seiten. In der Mitte befindet sich auch das Esszimmer, von dem aus das Haus ziemlich klein wirkt, da durch einen perspektivischen Trick die räumliche Ausbreitung der Wohnfläche in die Flügel nicht einzusehen ist. Über Küche und Esstisch befinden sich große Deckenfenster, die sich elektrisch öffnen lassen und so den Eindruck von Essen im Freien erwecken. Das Wohnzimmer, das den östlichen Flügel des Hauses einnimmt, war ursprünglich zur Terrasse hin offen und wurde nur durch eine Art Vorhang aus Druckluft vor Einflüssen von außen geschützt. Dadurch wurde die Grenze zwischen „Drinnen“ und „Draußen“ verwischt. Der westliche Flügel beinhaltet Gästeschlaf- und Badezimmer sowie weitere Wohnräume. Statt durch eine Klimaanlage wird das Haus durch natürlichen Durchzug gekühlt. Durch Kupferrohre werden sowohl der Boden der Wohnung als auch der Pool beheizt. Eine teils überdachte Treppe führt in einem Halbkreis weg vom Erdgeschoss hinunter zum eine Etage tiefer liegenden, dem restlichen Haus aber vorgelagerten Hauptschlafzimmer („master bedroom“). Über diesem Schlafzimmer befindet sich ein durch eine Terrasse mit dem Erdgeschoss verbundener Pool, der durch Fenster vom Schlafzimmer aus eingesehen werden kann. Die Terrasse rund um den Pool und das Hauptschlafzimmer weisen ein typisches Gestaltungselement Lautners auf: Durch den Verzicht auf jegliche Begrenzung der Poolterrasse nach außen und durch die durchgehende Verglasung des Schlafzimmers zum Abhang hin erzeugt er beim Betrachter den Eindruck von Weite und vom Verschwimmen der Grenze zwischen Haus und Umgebung. Dieses Konzept setzte Lautner bei vielen seiner Häuser ein, von denen eine nicht geringe Zahl wie die Sheats-Goldstein Residence auf abschüssigen Grundstücken stehen. Lautner gilt in diesem Zusammenhang als Erfinder des Infinity Pools in der modernen Architektur. Während der westliche Flügel von einem Flachdach bedeckt wird, werden der in der Mitte befindliche Essbereich sowie der Ostflügel mit dem Wohnzimmer von einem zeltartigen Spitzdach überragt, das die Topographie des Geländes für seine Statik nutzt: Auf einer Seite ruht es auf dem umgebenden Fels.
Seit James Goldstein das Haus 1972 erwarb, wird es kontinuierlich umgebaut. Der Eingangsbereich wurde in den 1980er-Jahren um einen Koi-Teich, einen Wasserfall und einen Plattenweg ergänzt. Im gesamten Haus wurden die Stuckarbeiten an der Decke durch Rotholz und Fensterstreben aus Stahl durch solche aus Glas ersetzt. In Küche, Esszimmer und Gästebadezimmer wurden die Decken so umgearbeitet, dass sie elektrisch eingefahren werden konnten und damit freien Blick zum Himmel eröffneten. In der Küche wurde eines der ersten erhältlichen Induktionskochfelder eingebaut. Im Wohnzimmer wurde zur Terrasse hin eine Wand aus verschiebbaren Glasscheiben installiert.
Der zusätzliche Bau oberhalb des Hauses lehnt sich stilistisch an Lautners Ideen an und beinhaltet auf drei Etagen Büros, eine Bibliothek, einen Nachtclub sowie auf dem Dach einen Tennisplatz. Das gesamte Grundstück hat nach Goldsteins Zukäufen eine Größe von 16.000 Quadratmetern und beschäftigt vier Gärtner in Vollzeit.

## Above Horizon
Above Horizon ist eine Kunstinstallation in Form eines kleinen Ein-Raum-Gebäudes auf einem Abhang unterhalb des Wohnhauses. Das Gebäude wurde von James Turrell in Zusammenarbeit mit Duncan Nicholson entworfen und fällt in Turrells Arbeitszyklus der Skyspace-Installationen. Es ist aus dem gleichen Material erbaut wie das Wohnhaus. In den späten 1980er-Jahren hatte James Goldstein die Installation als Kollaboration zwischen John Lautner und James Turrell konzipiert, aber Lautner starb, bevor er sich dem Projekt intensiver widmen konnte. 2005 wurde die Installation fertiggestellt. In der Decke und in einer Ecke befinden sich zwei vom Luft- und Raumfahrttechniker Dave Ronnenberg (Designer des Leichtbauflugzeugs Berkut 360) entworfene Blenden aus Kohlefaserverbundwerkstoff, die sich zu bestimmten Zeiten (oder manuell gesteuert) öffnen. In der Mitte des Raumes befindet sich ein fest installiertes Vier-Personen-Sofa aus Beton (mit Lederauflage), von dem aus man Tausende von LEDs im Blick hat, die den Raum jeden Abend in verschiedenen Farben ausleuchten.

## Rezeption
Das Haus war Schauplatz mehrerer Spielfilme, beispielsweise für 3 Engel für Charlie – Volle Power, Banditen! und The Big Lebowski. Zudem wurden mehrere Musikvideos darin gedreht, so etwa Let’s Get Blown von Snoop Dogg oder Say So von Doja Cat. Weiterhin war das Haus 1996 Schauplatz des Pornofilms Unleashed des Regisseurs Andrew Blake. Häufig wurde die Sheats-Goldstein Residence für Modefotografie genutzt, so schossen Herb Ritts, Helmut Newton und Michel Comte im Haus Fotostrecken.